# 김상현 (1955년)
김상현(金相賢, Sang-Hyun Kim, 1955년 1월 18일 ~ )은 대한민국의 전 권투 선수이다. 전 세계복싱평의회(WBC) 슈퍼라이트급 챔피언이다.

## 생애
부산광역시 출신으로 1973년 9월 25일 프로 데뷔를 했다. 1978년 12월 30일 WBC 챔피언으로 2차 방어에 성공했다. 1983년 4월 2일 경기를 마지막으로 현역 은퇴했으며, 통산 전적은 48전 41승(24KO) 4패 3무이다.